# Kate Jobson
Kate Jobson, senare gift Davis, född 8 juli 1937 i Varberg, Hallands län, är en svensk tidigare simmare som vann EM-guld på 100 meter frisim 1958 med personliga rekordet 1.04,7.
Hon kom på tiondeplats på 100 m frisim vid de Olympiska sommarspelen 1956 som bästa europé. Hon tog EM-brons i lagkapp 1958 och erövrade 6 SM mellan åren 1956 och 1959. Hennes moderklubb var Varbergs GIF, vars simsektion senare fick namnet Varbergs Sim. 
Kate Jobson tilldelades utmärkelsen "Årets idrottskvinna" 1958.